# Méhtelek, Szabolcs-Szatmár-Bereg
Méhtelek  este un sat în districtul Fehérgyarmat, județul Szabolcs-Szatmár-Bereg, Ungaria, având o populație de 756 de locuitori (2011). 

## Demografie
Componența etnică a satului Méhtelek
     Maghiari (83,45%)
     Romi (16,12%)
     Români (0,43%)
Componența confesională a satului Méhtelek
     Reformați (54,5%)
     Greco-catolici (5,69%)
     Romano-catolici (4,63%)
     Fără religie (1,46%)
     Necunoscută (33,73%)
     Alte religii (8,73%)
Conform recensământului din 2011, satul Méhtelek avea 756 de locuitori. Din punct de vedere etnic, majoritatea locuitorilor (83,45%) erau maghiari, cu o minoritate de romi (16,12%).  Din punct de vedere confesional, majoritatea locuitorilor (54,5%) erau reformați, existând și minorități de greco-catolici (5,69%), romano-catolici (4,63%) și persoane fără religie (1,46%). Pentru 33,73% din locuitori nu este cunoscută apartenența confesională.